# يانسون

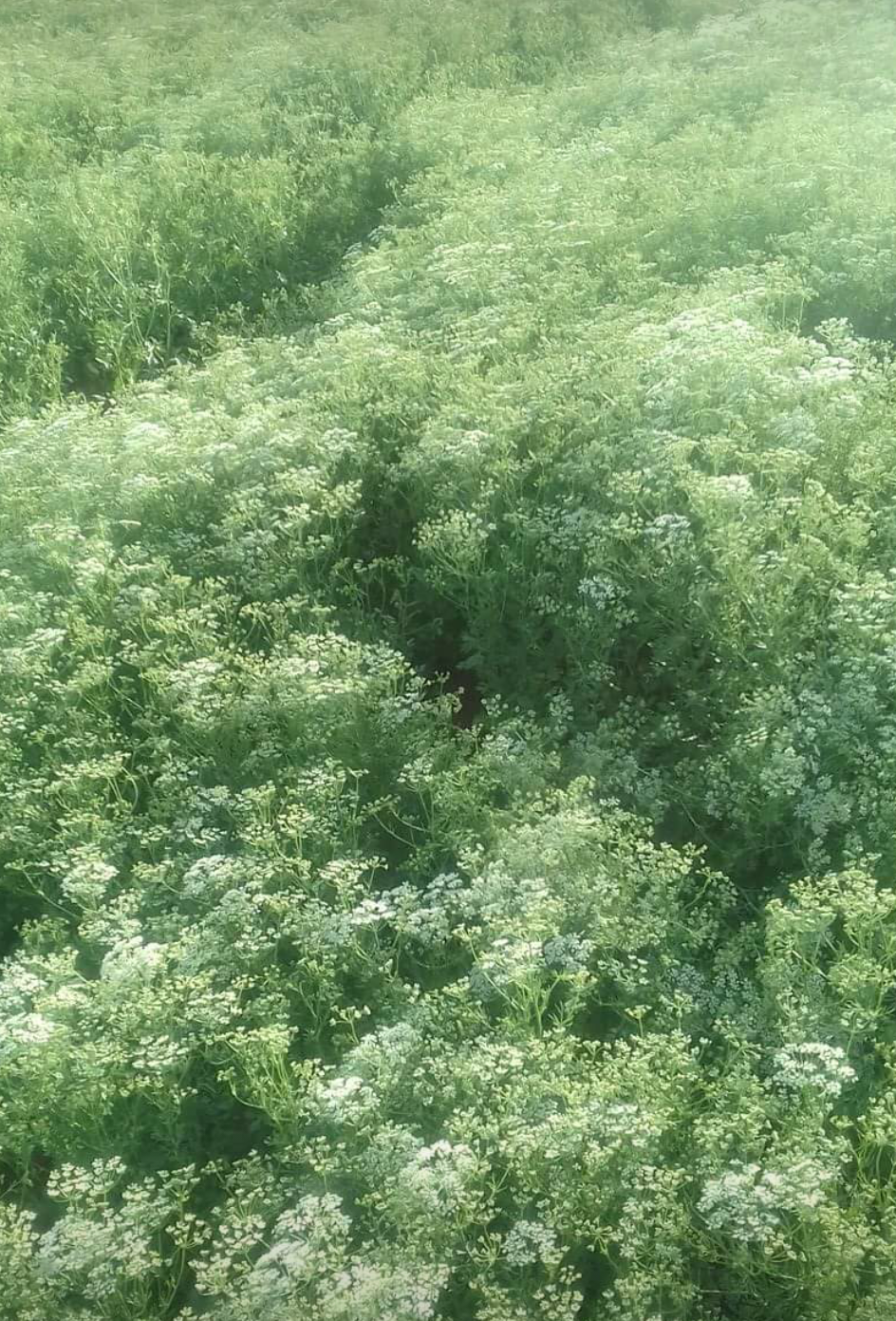

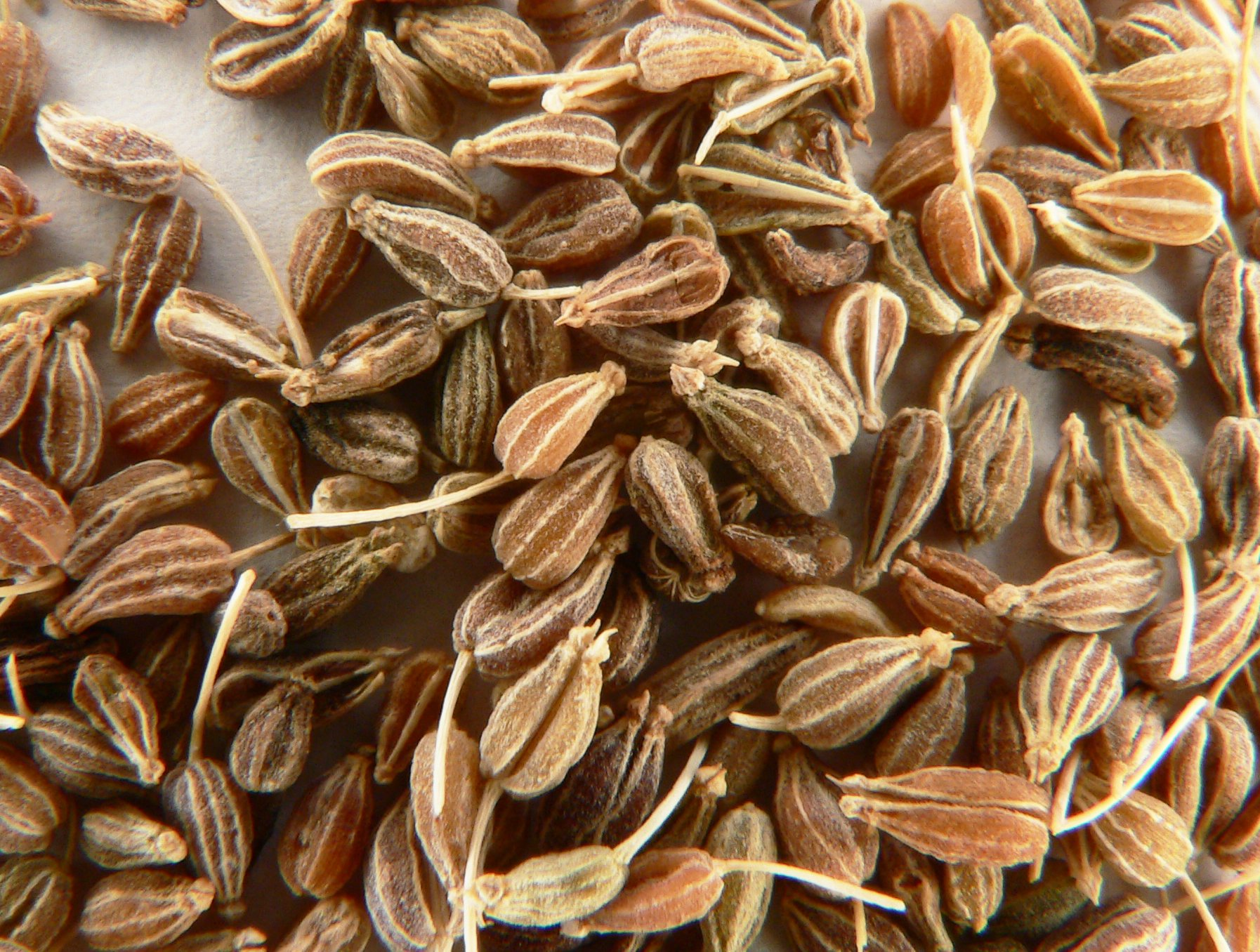
بذور اليانسون

ينسون  أو الأنيسون أو اليانسون  أو كَمُّونُ الحُلْوُ أو بَسْبَاس شامي أو الحَبة الحلوةأو الثغام  أو أنيسون (من الإغريقية ἄνηθον؛ Pimpinella Anisum باللاتينية) نبات من الفصيلة الخيمية. يعرف اليانسون بعدة أسماء فيعرف باسم ينكون وتقدة وكمون حلو وفي المغرب يسمونه الحبة الحلوة.

## الوصف النباتي
نبات عشبي يبلغ ارتفاعه حوالي نصف متر ساقه رفيعة مضلعة يخرج منه فروع طويلة تحمل أوراقاً مسننة مستديرة الشكل تحمل نهاية الأفرع أزهاراً صغيرة بيضاوية الشكل مضغوطة الرأس بيضاء اللون تتحول بعد النضج إلى ثمار صغيرة بنية اللون والنبات حولي أي يعيش سنة واحدة. وهو نبات معروف وهو غير «الآنسون المعروف بالشومر»، ساقه رفيعة مضلعة تتشعب منها فروع طويلة تحمل أوراقاً مسننة مستديرة، والأزهار صغيرة بيضوية الشكل.

## الموطن الأصلي لليانسون
يقال أن موطنه الأصلي غير معروف كما ورد اليانسون في المخطوطات الفرعونية ضمن عدة وصفات علاجية، أما اليوم فهو يزرع على نطاق واسع في جنوب أوروبا ولبنان وتركيا وسوريا وإيران والصين والهند واليابان وجنوب وشرق الولايات المتحدة الأمريكية.

## المحتويات الكيميائية لليانسون
يحتوي اليانسون زيتا طيارًا وهو المكون الرئيسي ويحتل مركب الأنيثول المركب الرئيسي في الزيت واستراجول وأنايس الدهيد وكافيك أسد ومن مشتقاته كلوروجينك أسد. كما يحتوي على فلافوبذرات ومن أهمها ابجنين وزيوت دهنية. فهو يحتوي على زيت طيار 3% مادة أنيثول وميثيل شانيكول من الزيت الطيار، وهرمون الإستروجين وزيت ثابت.